# Textielmuseum (Jakarta)
Het Textielmuseum (Indonesisch: Museum Tekstil) in Jakarta richt zich op de geschiedenis van textiel in Indonesië.
Het textielmuseum toont traditionele Indonesische weeftechnieken zoals de Javaanse batik, Batak ulos en ikat. Er wordt uitleg gegeven over de weeftechnieken door middel van demonstraties en tentoonstellingen. Ook bestaat er de mogelijkheid om zelf batik te maken.
Het museum is gehuisvest in een 19e-eeuwse villa in Tanah Abang in Jakarta. Het werd geopend op 28 juni 1978.